# Ожен-Камтор
Оже́н-Камто́р (фр. Ogenne-Camptort) — коммуна во Франции, находится в регионе Аквитания. Департамент — Атлантические Пиренеи. Входит в состав кантона Кёр-де-Беарн. Округ коммуны — Олорон-Сент-Мари.
Код INSEE коммуны — 64420.

## География

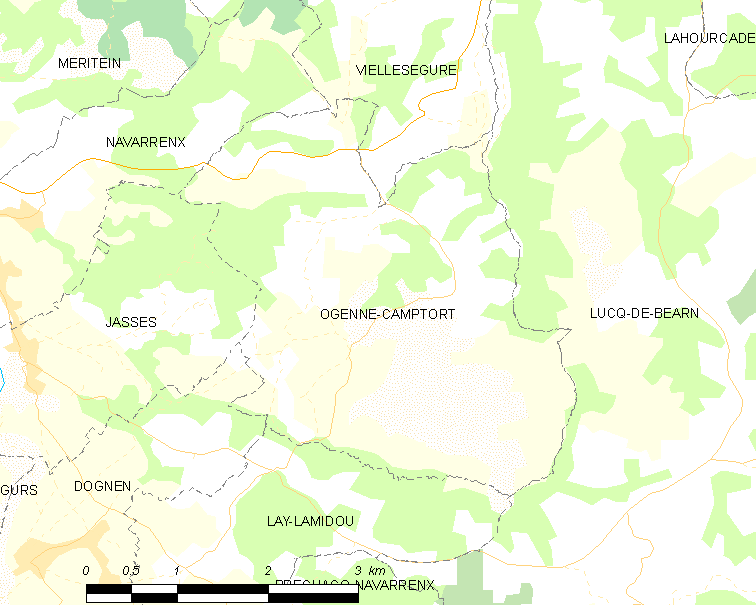
Карта коммуны

Коммуна расположена приблизительно в 660 км к югу от Парижа, в 170 км южнее Бордо, в 27 км к западу от По.
На юге коммуны протекает река Лаюс.

### Климат
Климат тёплый океанический. Зима мягкая, средняя температура января — от +5°С до +13°С, температуры ниже −10 °C бывают редко. Снег выпадает около 15 дней в году с ноября по апрель. Максимальная температура летом порядка 20-30 °C, выше 35 °C бывает очень редко. Количество осадков высокое, порядка 1100 мм в год. Характерна безветренная погода, сильные ветры очень редки.

## Население
Население коммуны на 2010 год составляло 243 человека.
| 1962 | 1968 | 1975 | 1982 | 1990 | 1999 | 2010 |
| ---- | ---- | ---- | ---- | ---- | ---- | ---- |
| 256  | 228  | 211  | 235  | 220  | 211  | 243  |

## Администрация
| Период | Период | Фамилия      | Партия | Примечания |
| ------ | ------ | ------------ | ------ | ---------- |
| 1995   | 2001   | Альфред Лакю |        |            |
| 2001   | 2020   | Жозеф Матё   |        |            |

## Экономика
В 2010 году среди 138 человек трудоспособного возраста (15-64 лет) 94 были экономически активными, 44 — неактивными (показатель активности — 68,1 %, в 1999 году было 76,2 %). Из 94 активных жителей работали 89 человек (50 мужчин и 39 женщин), безработных было 5 (2 мужчин и 3 женщины). Среди 44 неактивных 10 человек были учениками или студентами, 23 — пенсионерами, 11 были неактивными по другим причинам.

## Достопримечательности
- Церковь Св. Иакова (XIX век)[4]